# Violay
Violay este o comună în departamentul Loire din sud-estul Franței. În 2009 avea o populație de 1.339 de locuitori.

## Evoluția populației
| An        | 1975  | 1982  | 1990  | 1999  | 2006  | 2009  |
| --------- | ----- | ----- | ----- | ----- | ----- | ----- |
| Populație | 1.344 | 1.380 | 1.425 | 1.343 | 1.374 | 1.339 |